# Krzywań
Krzywań (deutsch Kriwan) ist ein Dorf in der Gemeinde Dębnica Kaszubska im Powiat Słupski (Kreis Stolp) der polnischen Woiwodschaft Pommern.

## Geographische Lage
Krzywań liegt in Hinterpommern, etwa elf Kilometer südöstlich der Stadt Słupsk (Stolp) und dreieinhalb Kilometer nördlich des Kirchdorfs Dębnica Kaszubska (Rathsdamnitz).

## Geschichte
Krzywań  (früher Criwan) war ein adliges Gut, das die Familie Vormann als Lehen besaß. Es soll sich bereits 1396 im Besitz dieser Familie befunden haben. Das zugehörige Dorf war in Form eines kleinen Gassendorfs angelegt worden. Vermutlich vor 1450 wurde es von Lütcke Massow erworben worden. Die Familie Massow soll durch diesen Kauf in Hinterpommern Fuß gefasst haben. Die Familie Vormann scheint den Besitz wieder ausgelöst zu haben.  Im 17. Jahrhundert war Lucas von Vormann auf Kriwan, der am 29. Juni 1635 Judith von Lettow heiratete.  Im 18. Jahrhundert  wird Michael Lorenz von Vormann als Besitzer des Lehens genannt. Nachdem es in Konkurs gegangen war, wurde es in einem Vergleich vom 28. November 1735 Claus Lorenz von Lettow unter Vorbehalt eines Rückkauf-Rechts überlassen. Am 21. Oktober 1746 verzichteten die Söhne des  Michael Lorenz von Vormann auf ihr Lehensrecht, wodurch das Gut fortan innerhalb der Familie Lettow weitervererbt werden konnte. Nach dem Tod des Claus Lorenz von Lettow kam das Gut an dessen jüngsten Sohn, Bogislaw Lorenz von Lettow. Dieser verkaufte es im  Jahr 1752 samt Lehensrecht an Joachim Rüdiger von Massow, Landrat des Rummelsburger Kreises. Nach dessen Tod kam das Gut 1757 an dessen jüngsten Sohn, den Hauptmann Joachim Detloff von Massow. Letzterer verkaufte das Gut 1771 an den Mühleninspektor Caspar Freyschmidt aus Stolp. Dieser verkaufte das Gut erblich an die verwitwete Helena Juliane du Fayee, geborene von Wobeser. Letztere verkaufte Kriwan 1784 für 6.100 Taler auf 25 Jahre an Gustav von Gottberg.

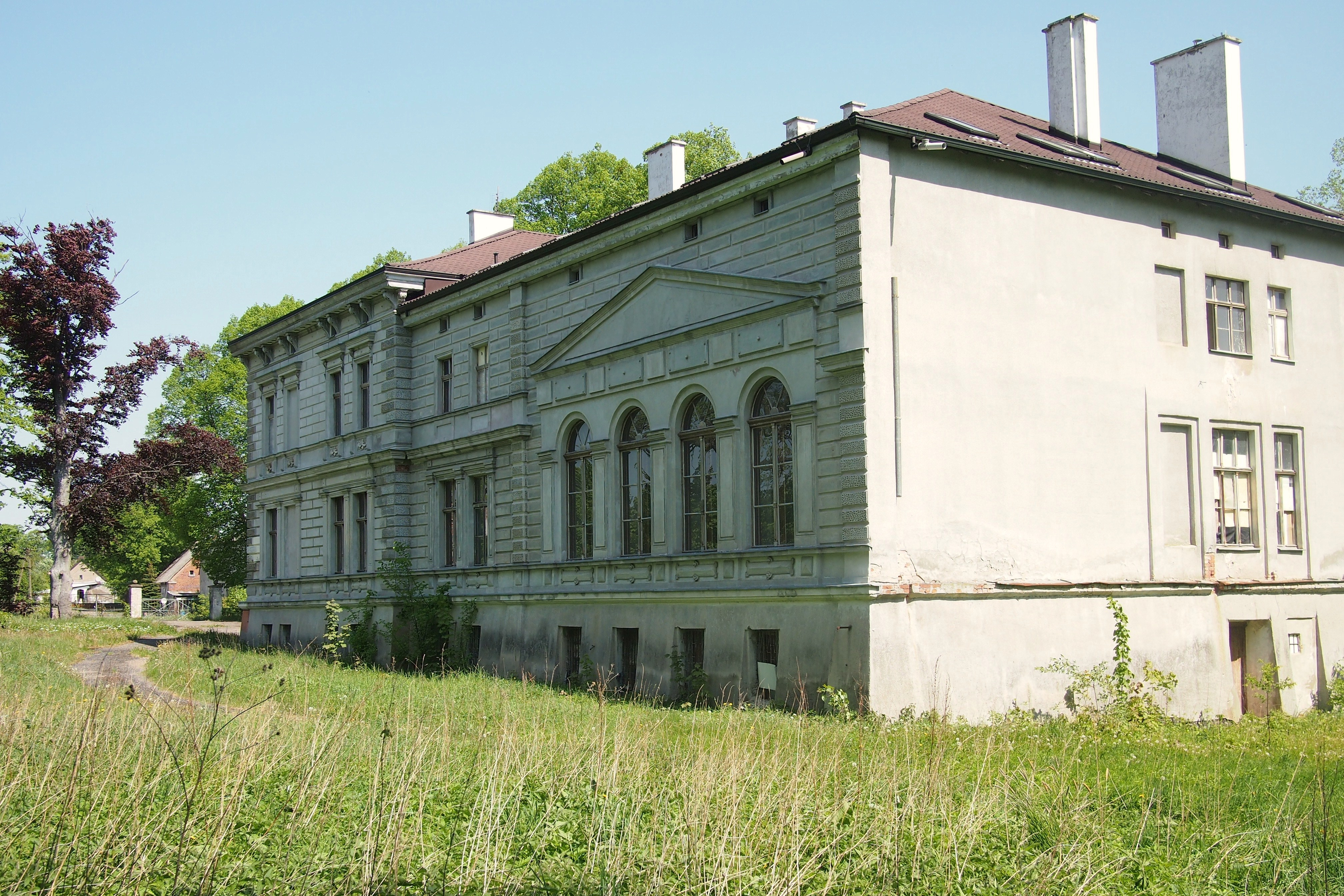
Gutshaus Kriwan

Um 1784 gab es in Kriwan ein Vorwerk, drei Bauern und zwei Kossäten und neun Haushaltungen.  Im Jahr 1841 wurde das Gut für 35.000 Taler an die Familie Althen verkauft. Seit 1866 befand sich Otto von Althen († 1828) im Besitz der Güter Kriwan und Neufeld. 
Im Jahr 1925 standen in Kriwan 16 Wohnhäuser. 1939 wurden 47 Haushaltungen und 221 Einwohner gezählt.
Bis 1945 gehörte das Kriwan zum Landkreis Stolp im Regierungsbezirk Köslin der Provinz Pommern. Die Gemeindefläche war 934 Hektar groß. In der Gemarkung Kriwan gab es insgesamt zwei Wohnorte:
- Hohenfeld
- Kriwan

Neben dem Gut gab es in Kriwan nur einen einzelnen bäuerlichen Betrieb. Dessen Betriebsfläche betrug fünf Hektar. Kriwan war also ein reines Gutsdorf. Letzter Besitzer des Guts vor 1945 war Gerhard von Althen.
Gegen Ende des Zweiten Weltkriegs wurde Kriwan am 8. März 1945 von der Sowjetarmee besetzt. Im Sommer 1946 übernahmen Polen das Dorf. Kriwan wurde in Krzywań umbenannt. Die deutschen Dorfbewohner wurden fast alle vertrieben. Nach 1951/52 gab es für die Schulkinder von Familien, die in Kriwan und Umgebung verblieben waren, für mehrere Jahre eine deutsche Schule.
Später wurden in der Bundesrepublik Deutschland 118 und in der DDR 43 aus Kriwan stammende Dorfbewohner ermittelt.
Im Jahr 2006 hatte das Dorf 44 Einwohner.

### Schule
Kriwan hatte vor 1945 eine einstufige Volksschule. Im Jahr 1932 unterrichtete dort ein einzelner 32 Schulkinder.

### Kirche
Die vor 1945 in Kriwan anwesende Bevölkerung war überwiegend evangelischer Konfession. Im Jahr 1925 gab es im Dorf sechs katholische Einwohner. Im 18. Jahrhundert gehörte Kriwan zur St.-Petri-Kirche in Stolp und zur Synode Stolp-Altstadt. Später kam das Gutsdorf zum Kirchspiel Rathsdamnitz und damit zum Kirchenkreis Stolp-Stadt. Nur der Ortsteil Hohenfeld unterstand weiterhin der St.-Petri-Kirche in Stolp.